# Surducu Mic, Timiș
Surducu Mic este un sat în comuna Traian Vuia din județul Timiș, Banat, România.

## Lacul
În apropierea localităṭii există un lac de baraj artificial. Construcția barajului a început în 1972, iar acumularea în 1976, atingând în 1977 aproape 25 milioane mc. Etapa a doua a început în 1981, fiind proiectată pentru acumularea unui volum de apă de 51 milioane mc. Lacul de acumulare are ca scop principal asigurarea cu apă potabilă a zonei Timișoara, apărarea împotriva inundațiilor și bineînțeles, un scop turistic, unde iubitorii de pescuit și de agrement se pot bucura în voie. Având o suprafață de 460 ha, este cel mai mare lac din județul Timiș.

## Personalități
Aici s-a născut Traian Vuia - pionier român al aviației. O placă de marmură cu medalion de bronz indică locul în care la 17 august 1872 s-a născut marele inventator.

## Legături externe

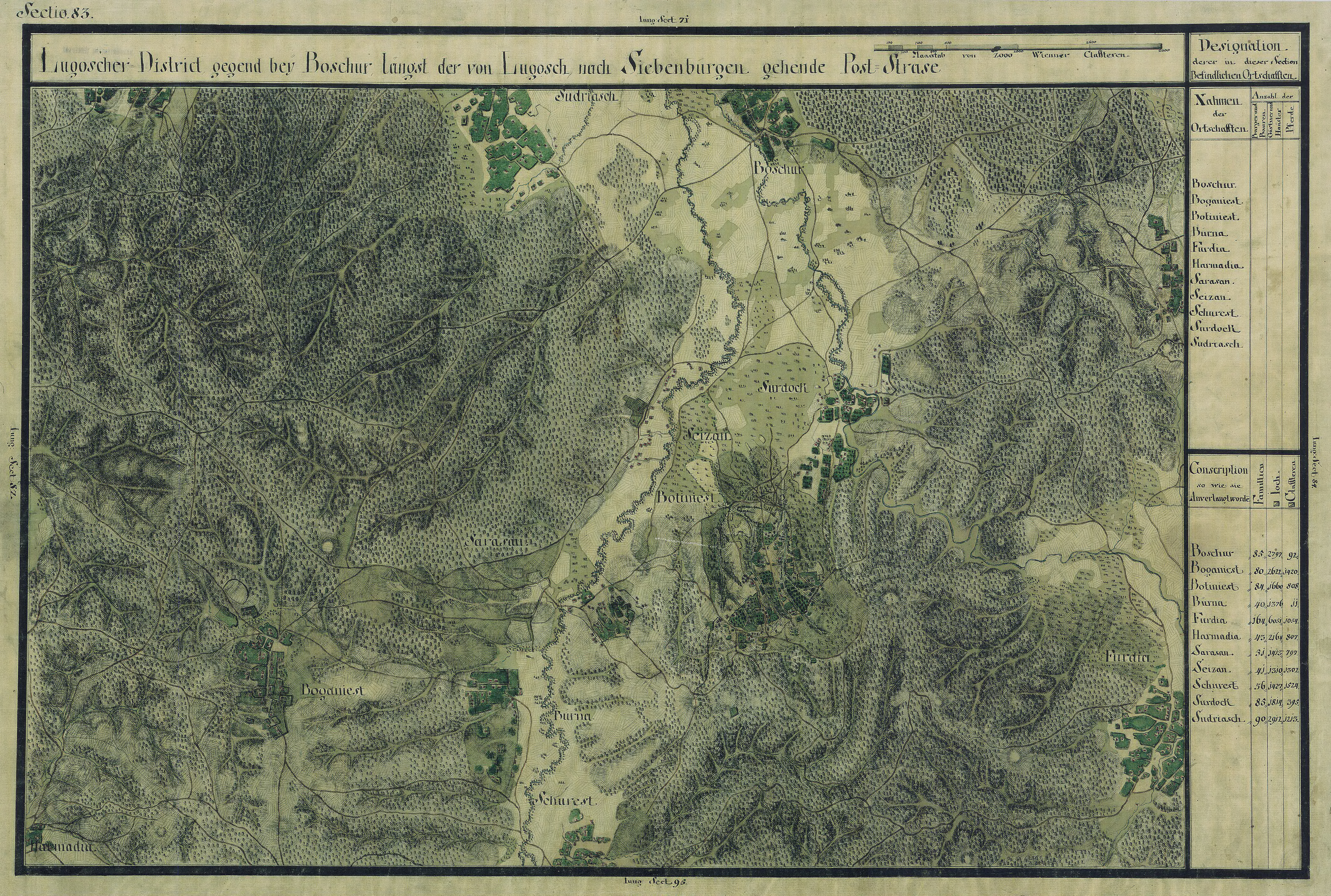
Surducu Mic în Harta Iosefină a Banatului, 1769-72